# Luis Francisco Ladaria Ferrer
Luis Francisco Ladaria Ferrer S.J. (sinh 1944) là một Hồng y người Tây Ban Nha của Giáo hội Công giáo Rôma. Ông từng đảm nhận chức vị Tổng trưởng Thánh Bộ Giáo lý Đức tin trực thuộc Giáo triều Rôma từ năm 2017 đến năm 2023. Trước đó, ông là Tổng Thư kí Uỷ ban Thần học Quốc tế (2004 - 2009) và Tổng Thư kí Thánh bộ Giáo lý Đức Tin (2008 - 2017).

## Tiểu sử
Tổng giám mục Luis Francisco Ladaria Ferrer sinh ngày 19 tháng 4 năm 1944 tại Manacor, Tây Ban Nha. Sau quá trình tu học dài hạn tại các cơ sở chủng viện theo quy định của Giáo luật, ngày 29 tháng 7 năm 1973, Phó tế Ferrer, 29 tuổi, tiến đến việc được truyền chức linh mục cho Dòng Tên. Trước đó, ông đã gia nhập dòng này từ ngày 17 tháng 10 năm 1966. Từ ngày 8 tháng 3 năm 2004 đến ngày 22 tháng 4 năm 2009, ông là Tổng thư ký của Ủy ban thần học quốc tế.
Sau 35 năm thi hành các tác vụ với thẩm quyền là một linh mục, ngày 9 tháng 7 năm 2008, Tòa Thánh loan báo đã tuyển chọn linh mục Luis Francisco Ladaria Ferrer, 65 tuổi, làm Giám mục, cụ thể với chức danh Tổng giám mục Hiệu tòa Thibica, Tổng Thư kí Thánh bộ Giáo lý Đức Tin, trực thuộc Tòa Thánh. Lễ tấn phong cho tân giám mục được nhanh chóng cử hành vào ngày 26 tháng 7 cùng tháng, với phần nghi thức truyền chức được cử hành bởi chủ phong là Hồng y Tarcisio Pietro Evasio Bertone, S.D.B., Quốc vụ khanh Tòa Thánh. Hai vị đồng phụ phong, gồm có Hồng y William Joseph Levada, Tổng trưởng Thánh bộ Giáo lý Đức Tin và Giám mục Vincenzo Paglia, Giám mục chính tòa Giáo phận Terni-Narni-Amelia.
Ngày 1 tháng 6 năm 2017, Giáo hoàng Phanxicô quyết định bổ nhiệm Tổng giám mục Ferrer làm Tổng trưởng Thánh bộ Giáo lý Đức Tin. Đi kèm với chức danh này còn có nhiều chức danh kiêm nhiệm khác là Chủ tịch Ủy ban Giáo hoàng về Kinh Thánh, Chủ tịch Ủy ban Giáo hoàng "Ecclesia Dei" và Chủ tịch Ủy ban Thần học Quốc tế.
Ông được thông báo vinh thăng Hồng y ngày 20 tháng 5 năm 2018, cử hành nghi thức vào ngày 29 tháng 6 cùng năm.
Ông rời vai trò Tổng trưởng Thánh bộ Giáo lý Đức Tin vào ngày 1 tháng 7 năm 2023.